# Luigi Gatti (compositore)
Luigi Maria Baldassare Gatti (Lazise, 11 giugno 1740 – Salisburgo, 1º marzo 1817) è stato un compositore italiano.

## Biografia
Figlio dell'organista Francesco della Gatta, ricevette la propria formazione musicale a Mantova, città nella quale fu nominato sacerdote.
Debuttò come operista con Alessandro nell'Indie nel 1768, anno in cui entrò come cantante tenore nella cappella della chiesa di Santa Barbara, allora diretta da Giovanni Battista Pattoni.
Il 3 dicembre 1769 con la cantata Virgilio e Manto inaugurò il Teatro Scientifico, il teatro privato dell'Accademia di Mantova; continuerà a lavorare per l'accademia fino al 1783.
Nel 1770 incontrò il giovane Wolfgang Amadeus Mozart in viaggio attraverso l'Italia e nel 1773 non riuscì a succedere a Pattoni nella carica di maestro di cappella, non gli restò quindi che accontentarsi della nomina di vice maestro di Santa Barbara, ricevuta il 16 luglio 1779.
Il 14 febbraio 1783 diventò maestro di cappella della cattedrale e della corte di Salisburgo; questa nomina suscitò la gelosia di Leopold Mozart.
In questa città sino alla morte si dedicò alla direzione del coro di voci bianche della cappella, all'insegnamento della composizione e alla produzione di molta musica sacra.
Tra questi lavori scrisse anche una messa basata su La Creazione di Franz Joseph Haydn.

## Considerazioni sull'artista
I lavori di Gatti sono in gran parte giunti sino a noi. Essi sono caratterizzati da fluidità melodica, flessibilità ritmica e soavità. Egli compose allo stesso modo degli altri compositori del suo tempo, ma apportò alla struttura e al ritmo numerosi cambiamenti, così da ottenere un buon senso di varietà all'interno della stessa.

## Lavori

### Musica vocale

#### Opere
Tutti i suoi lavori teatrali sono opere serie; l'anno e la città si riferiscono alla prima rappresentazione.
- Alessandro nell'Indie (libretto di Pietro Metastasio, 1768, Mantova)
- Nitteti (libretto di Pietro Metastasio, 1773, Mantova)
- Armida (libretto di Giovanni De Gamerra, 1775, Mantova)
- Olimpiade (libretto di Pietro Metastasio, 1775, Salisburgo)
- Antigono (libretto di Pietro Metastasio, 1781, Milano, Teatro alla Scala)
- Demofoonte (libretto di Pietro Metastasio, 1787, Mantova)

#### Altra musica vocale
- Virgilio e Manto (cantata, 1769, Mantova)
- Il certame (cantata, 1771, Mantova)
- Cantata per il matrimonio dell'Arciduca Ferdinando (cantata, 1775, Mantova)
- Cantata in lode del Principe Arcivescovo di Olmütz (cantata, 1778, Mantova)
- L'isola disabitata (cantata, testo di Pietro Metastasio, 1783, Salisburgo)
- Cantata per il glorioso anniversario del ingresso in Salisburgo di l'Arcidurca Ferdinando (cantata, 1804 ca., Salisburgo)
- Cantata per le nozze dell'imperatore Francesco I con Luigia d'Este (cantata, 1808)
- Inno per una voce e pianoforte (testo in tedesco, 1812, Salisburgo)
- Cantata per il giorno dell'Epifania (cantata)
- Ah! Se a me fosse concesso (cantata per soprano e orchestra, Mantova)
- Christus verurtheilet per 4 voci (Salisburgo)
- Cantata tedesca per Hyeronimus Coloredo (cantata)
- Il sacrificio ad amore (cantata)

#### Oratori
- La madre dei Maccabei (1775, Mantova)
- Il martirio dei Santissimi Nazario e Celso (Brescia, 1780)
- Il voto di Jefte (1794; musicato in collaborazione con Luigi Caruso)
- Abel's Tod (1806, Salisburgo)
- Il trionfo di Gedeone

#### Musica sacra
- 20 Messe
- Requiem
- 3 Litanie
- 18 Vespri
- 48 Offertori
- 2 Regina coeli
- 2 Miserere
- 2 Te Deum

### Musica strumentale
- Concertone in RE magg. L.7e1, per 2 violini, violoncello obbligato e orchestra
- Concerto in FA magg. L.7e4 per fagotto e orchestra
- Concerto in DO magg. L.7e5 per pianoforte e orchestra
- Concerto per clavicembalo, fagotto e violino
- Concerto per clavicembalo e orchestra
- 2 sinfonie
- Overtura in re maggiore
- Concerto per violino, viola, violoncello, basso, 2 oboi, 2 corni e orchestra
- Serenata per 2 violini, oboe, 2 corni, fagotto e archi (1792, Salisburgo)
- Adagio per oboe e orchestra
- Marcia per flauto e archi
- 2 Septuor concertante per oboe e archi
- Sestetto
- Quintetto per oboe e archi
- Quartetto per oboe e archi
- Quartetto per oboe, violino, viola e basso continuo (1806)
- Trio per clarinetto, viola e violoncello
- Trio per 2 flauti e basso
- Divertimento per 2 flauti e basso
- Divertimento per violino e violoncello e basso
- Divertimento per violino, corno inglese e clavicembalo
- Adagio per organo e violoncello
- 7 sonate per violino e viola
- Sonata per flauto e viola
- Sonata per clavicembalo e violoncello
- Sonata terza per flauto/violino, violoncello e clavicembalo

#### Balletti
- Germanico in Germania (1777, Milano)
- Il ratto delle Sabine (1780, Mantova)
- La grotta di Merlino (1808, Salisburgo)